# District de Changlang
Changlang est un des 16 districts de l'Arunachal Pradesh.
Sa population était de 125 422 habitants en 2001 et de 95 530 habitants en 1991. Il s'étend sur 4 662 km2.
Son chef-lieu est la ville de Changlang.

## Situation
Il est au sud des districts de Lohit et Anjaw et au nord du district de Tirap. 